# 焼肉プロレス
『焼肉プロレス』（やきにくプロレス）は、2019年7月4日（3日深夜）から9月19日（18日深夜）までテレビ大阪で放送されていた、加藤諒の主演によるプロレスをモチーフとした日本のテレビドラマである。

## 概要
金なし、職なし、彼女なしのダメ男、プロのフリーターを自称する江ノ本彗太 (加藤諒) は、ある日美少女を目にして一目ぼれ。しかしつけていった先は、かつて伝説と言われるプロレスラーが経営する焼肉店だった。そんなひとクセもあるプロレスラーや店員、客らとの間で起こる珍騒動、そして彗太にプロレスの才能が開花していく様を描くドタバタ人情コメディ。
焼肉店を経営する伝説のレスラー・宝條竜司役に武藤敬司、同店員・有栖役を才木玲佳と現役プロレスラーを配役する 他、竜司の一人娘・七瀬役に連続ドラマ初レギュラーとなる樋口日奈（乃木坂46）を抜擢、メガホンは天龍源一郎の引退ドキュメンタリーを撮った川野浩司が振るった。その他、現役プロレスラーが多数ゲスト出演することで話題にもなった。

## 登場人物
江ノ本彗太
演 - 加藤諒
本作の主人公。自称プロのフリーターで、何もやってもうまくいかない男。プロレスは毛嫌いしているのだが、目にしたプロの技を無意識に盗める妙なセンス（コピペ能力）と下支えなき自信を持つ。雪だるま式に増えた借金200万、別に奨学金300万の負債を抱えてしまう。
宝條竜司
演 - 武藤敬司
焼肉店「無双苑」の店主で、伝説のプロレスラー。妻に先立たれて以降、娘とギクシャクしている。
宝條七瀬
演 - 樋口日奈 （当時乃木坂46）
竜司の一人娘で、医学部に通う大学生。父の店を手伝ってはいるが、プロレスは暴力的で嫌い。江ノ本いわく「女神」。4話でしつこく言い寄ってきた彗太に対し、「付き合う可能性は0%」と告げる。
別府
演 - けーすけ
カウボーイハットをかぶるヘンテコ店員3号。スタン・ハンセンに憧れる余り付け髭をし、ブルローブを首にかけている。ニックネームは「初老のカウボーイ」。
有栖
演 - 才木玲佳
木更津の元ヤン。江ノ本いわくヘンテコ店員2号。並みの男性の腰回りより太い二の腕を持つ。
ミスターZ
演 - 木庭博光
謎の覆面焼肉店員。江ノ本いわくヘンテコ店員1号。年齢不詳だがおじさん臭く、「○○だべ」が口癖。あだ名は「Z」。

### ゲスト
- 西園寺譲二 - 八十田勇一（1）[6]
- 西園寺純 - 田中士道（1）[6]
- プロボクサー・平井洋次郎 - 小林さとし（2）
- 謎の男 - 木庭博光（2）
- 新堂財閥 御曹司 新堂隼人 - 黒潮"イケメン"二郎（3、4、9）[7]
- 執事 西田 - 藏内秀樹（3）[7]
- 安井敏之（医師） - 吉岡睦雄[8]（5）
- 安井・ゼブラ・真弓[9] - 赤井沙希（5）
- ベテラン刑事 板東[10] - 佐野光洋（6）
- 闇金業者 ダイアー - Dire Wolf Yu（6）
- 闇金業者 ウルフ - Dire Wolf SHISYO（6）
- 指名手配犯 館誠一 - 立花誠吾（6）[11]
- 指名手配犯 岩田拓次 - タナカ岩石（6）[11]
- 指名手配犯 青熊雄星 - 羆嵐（6）[11]
- 有栖の母 珠枝 - みやなおこ（7）
- 本郷真奈美 - 天木じゅん（8）
- 本郷涼介 - 寺坂頼我（祭nine.）（8）
- 天使ビアちゃん - レディビアード（8）
- 極悪番長こと尾崎 - 神奈月（9）[12]
- 宝條愛子 - おおらいやすこ（9[11]、10[13]、12[11]）
- 熱血鬼軍曹 こと 伊達 - ぶっちゃあ（10[13]、11[14]）
- 片桐恭子 - 平塚千瑛（11[14]、12[15]）
- 片桐琢磨 - 芦野祥太郎（11[14]、12[15]）
- 借金取り 沼田 - 佐藤良洋（11[14]）

## 音楽
- 主題歌「豪快エレヴェイション」祭nine.（インペリアルレコード）[16]
  - 作詞　YUMIKO/Giz'Mo(from Jam9)　作曲　ArmySlick/Giz'Mo（from Jam9）/YUU for YOU
- エンディングテーマ「Be the change」Dire Wolf （インペリアルレコード）
  - 作詞　Yu　作曲　Dire Wolf[17]

## スタッフ
- 技コール：森一弥
- プロレス協力：WRESTLE-1
- プロダクション協力：ビデオフォーカス、京映アーツ、おかもと技粧、マービィ、スタッフ☆コミュニケイション
- 脚本：川﨑龍太
- 監督：川野浩司
- 音楽：菊池達也・カンガルー鈴木
- 音楽協力：ミリカ・ミュージック
- 音楽制作：廣田哲也(デラシネ)
- 原案：斉藤翔
- プロデューサー：岡本宏毅（テレビ大阪）、元信克則（ユニオン映画）
- チーフプロデューサー：金岡英司（テレビ大阪）
- 制作：テレビ大阪／ユニオン映画
- 製作著作：ドラマ「焼肉プロレス」製作委員会
  - TBSグロウディア、テレビ大阪、GAORA、ユニオン映画、マメゾウピクチャーズ、アイ・ピー・アイ、バップ、プランダス、リプロモ

## 放送日程
| 放送回 | 放送日程     | タイトル                                               |
| ------ | ------------ | ------------------------------------------------------ |
| 1      | 2019年7月3日 | 鳴り響く恋のゴング！女神が誘う焼肉店                   |
| 2      | 7月10日      | 焦げすぎ注意！？波乱の異種格闘技戦」                   |
| 3      | 7月17日      | 魅惑の御曹司登場！イケメンスラッシュ！！               |
| 4      | 7月24日      | どうなる恋のバトル！？最終決戦！フィニッシュ！！       |
| 5      | 7月31日      | 謎のマスクマン！ミスターZの正体！？                    |
| 6      | 8月7日       | 別府が強盗犯！？懸賞金200万円は誰の手に！？            |
| 7      | 8月14日      | 元気！やる気！筋肉ヤンキー有栖よさらば！？             |
| 8      | 8月21日      | 天使からの贈り物！過去が見える万華鏡！？               |
| 9      | 8月28日      | 場外乱闘勃発！極悪番長現る！                           |
| 10     | 9月4日       | 燃える熱血鬼軍曹現る！キムチに隠された夫婦愛           |
| 11     | 9月11日      | どうなる無双苑！どうなる焼肉プロレス！？               |
| 12     | 9月18日      | プロレスに愛をこめて！出るかシャイニングウィザード！？ |

## 放送局・配信サイト

### 放送局
| 放送対象地域 | 放送局                 | 系列               | 放送期間         | 放送日時                              | 備考       |
| ------------ | ---------------------- | ------------------ | ---------------- | ------------------------------------- | ---------- |
| 大阪府       | テレビ大阪             | テレビ東京系列     | 2019年7月4日 -   | 木曜 1:00 - 1:30（水曜深夜）          | 制作局     |
| 静岡県       | 静岡放送               | TBS系列            | 2019年7月27日 -  | 土曜 1:55 - 2:25（金曜深夜）          | 遅れネット |
| 東京都       | TOKYO MX               | 独立局             | 2019年8月7日 -   | 水曜 1:40 - 2:10（火曜深夜）          | 遅れネット |
| 日本国内     | ホームドラマチャンネル | CSチャンネル       | 2019年8月30日 -  | 金曜 0:15 - （木曜深夜）ほか ※2話連続 | 遅れネット |
| 日本国内     | AbemaTV                | ストリーミング配信 |                  | 毎日 4:00 - ほか ※2話連続             | 遅れネット |
| 青森県       | 青森テレビ             | TBS系列            | 2019年11月12日 - | 火曜 0:55 - 1:25（月曜深夜）          | 遅れネット |
| 岩手県       | 岩手めんこいテレビ     | フジテレビ系列     | 2020年1月12日 -  | 日曜 1:20 - 1:55（土曜深夜）          | 遅れネット |

### VOD配信サイト
- ABEMAビデオ - テレビ大阪での放送後から。
- Hulu
- dTV - 木曜 12:00更新。
- U-NEXT
- TVer - テレビ大阪での放送後から1週間。以降は不定期のスペシャル配信時のみ。
- Paravi